# Кубок Кыргызстана по футболу 2008
Кубок Кыргызстана по футболу 2008 года, также известный как Кубок Независимости — 17-й розыгрыш ежегодного футбольного клубного турнира, второго по значимости в стране.
Финальный матч прошёл в Бишкеке на стадионе «Спартак». Обладателем Кубка в 4-й раз в своей истории стал клуб «Дордой-Динамо» (Нарын), обыгравший в финале «Жаштык-Ак-Алтын» (Кара-Суу).

## Формат
Турнир стартовал со стадии 1/64 финала. На ранних стадиях команды были разделены по региональным зонам (Север и Юг). В начальных раундах хозяином поля является команда, которая выступает в лиге, низшей по рангу, однако в ряде случаев это правило не соблюдалось. Если встречаются команды одной лиги, то хозяин поля определяется в результате жеребьёвки. Матчи первого раунда, а также четвертьфиналы и полуфиналы разыгрывались в двух матчах, на поле каждого из соперников.
Команды Высшей лиги взяли старт со стадии 1/16 финала.

## Участники турнира

### Представительство участников
| Раунд       | Оставшихся команд | Участвует команд | Победителей из предыдущего раунда | Новые участники в этом раунде | Лиги, участвующие в этом раунде | Игровые дни по расписанию       |
| ----------- | ----------------- | ---------------- | --------------------------------- | ----------------------------- | ------------------------------- | ------------------------------- |
| 1/64 финала | 42                | 8                | 0                                 | 8                             | Вторая                          | 5-6, 12-13 апреля 2008 года     |
| 1/32 финала | 38                | 16               | 4                                 | 12                            | Первая, Вторая                  | 20, 23, 26 апреля 2008 года     |
| 1/16 финала | 30                | 30               | 8                                 | 22                            | Высшая, Первая, Вторая          | 4-18 мая 2008 года              |
| 1/8 финала  | 16                | 16               | 15                                | 0+1                           | нет                             | 20-22 мая 2008 года             |
| 1/4 финала  | 8                 | 8                | 8                                 | нет                           | -                               | 6, 7, 19, 21 июня 2008 года     |
| 1/2 финала  | 4                 | 4                | 4                                 | нет                           | -                               | 29 июня, 2, 3, 6 июля 2008 года |
| Финал       | 2                 | 2                | 2                                 | нет                           | -                               | 1 сентября 2008 года            |

### Клубы-участники
Для участия в розыгрыше Кубка подали заявку все 9 клубов Высшей лиги, 14 из 20 клубов Первой лиги (7 из 10 на Севере и 7 из 10 на Юге) и 19 клубов, представлявших Вторую лигу или более низшие дивизионы.
Клубы, принявшие участие в турнире:
| Высшая лига все 9 клубов | Первая лига 14 из 20 клубов | Вторая лига и ниже 19 клубов |
| - Абдыш-Ата (Кант) - Абдыш-Ата-91 (Кант) - Алай (Ош) - Дордой-Динамо (Нарын) - Дордой-Плаза (Бишкек) - Жаштык-Ак-Алтын (Кара-Суу) - ФК Кант-77 (Кант) - Нефтчи (Кочкор-Ата) - Шер (Бишкек) | зона Север - ФК Бишкек - Джеруй-Алтын (Талас) - ФК Кара-Балта - Назар-РУОР (Бишкек) - Наше пиво (Кант) - Пиво (Беловодское) - Счастливый день (Кант) зона Юг - Ак-Бура (Ош) - Бакыт (Майлуу-Суу) - Наше пиво (Джалал-Абад) - Ак-Жол (Араван) - Жаны-Жол (Тепе-Коргон) - Кара-Шоро (Узген) - Шахтёр (Таш-Кумыр) | зона Север (Чуйская область) - ГЭС-5 (Дачное) - Жаштык (Бирдик) - Иссык-Ата (Ивановка) - ФК Каинда - Намыс (Кызыл-Туу) - Норус (Новопокровка) - Цементник (Кант) зона Север (нет данных о турнире) - Ала-Тоо (Нарын) - Иссык-Куль (Каракол) - ФК Каракол - Луч (совхоз Фрунзе) - ФК Сокулук зона Юг - Базар-Коргон-Бабур (Базар-Коргон) - ФК Баткен - Достук (Узген) - Мирзака (Узген) - ОДЮСШ (Ош) - Пахтакор (Кызыл-Мехнат) нет данных - Юношеская сборная Кыргызстана |

## 1/64 финала
Матчи прошли 5-6 и 12-13 апреля 2008 года. В этом раунде участвовали только клубы северной части страны, не выше Второй лиги.
| Команда 1                | Итог | Команда 2                | 1-й матч | 2-й матч |
| ------------------------ | ---- | ------------------------ | -------- | -------- |
| Цементник Кант (III)     | 9:1  | Иссык-Ата Ивановка (III) | 2:1      | 7:0      |
| Норус Новопокровка (III) | 10:0 | ФК Каинда (III)          | 3:0      | 7:0      |
| Жаштык Бирдик (III)      | 3:1  | Луч совхоз Фрунзе (III?) | 0:1      | 3:0      |
| Намыс Кызыл-Туу (III)    | 6:4  | ГЭС-5 Дачное (III)       | 3:3      | 3:1      |

## 1/32 финала
| Команда 1                    | Результат      | Команда 2                |
| ---------------------------- | -------------- | ------------------------ |
| 20 апреля 2008               |                |                          |
| Достук Узген (III?)          | 3:1            | Ак-Жол Араван (II)       |
| Цементник Кант (III)         | 4:0            | ФК Бишкек (II)           |
| 23 апреля 2008               |                |                          |
| Жаны-Жол Тепе-Коргон (II)    | 0:3            | ОДЮСШ Ош (III?)          |
| Пахтакор Кызыл-Мехнат (III?) | 0:3            | Мирзака Узген (III?)     |
| Кара-Балта (II)              | 6:1            | Жаштык Бирдик (III)      |
| Счастливый день (II)         | 8:0            | ФК Сокулук (III?)        |
| Назар-РУОР Бишкек (II)       | 0:0 (4:5 пен.) | Норус Новопокровка (III) |
| 26 апреля 2008               |                |                          |
| Намыс Кызыл-Туу (III)        | 3:3 (4:2 пен.) | Джеруй-Алтын Талас (II)  |

## 1/16 финала
Известны результаты 15 матчей этой стадии. Ещё один матч не проводился, либо его результат не известен[уточнить].
| Команда 1                            | Результат | Команда 2                 |
| ------------------------------------ | --------- | ------------------------- |
| 4 мая 2008                           |           |                           |
| Наше пиво Кант (II)                  | 3:2       | Ала-Тоо (III?)            |
| 11 мая 2008                          |           |                           |
| Счастливый день (II)                 | 4:3       | Дордой-Плаза (I)          |
| Юношеская сборная Кыргызстана (III?) | +:-       | Пиво Беловодское (II)     |
| Шахтёр Таш-Кумыр (II)                | 4:0       | Бакыт Майлуу-Суу (II)     |
| 12 мая 2008                          |           |                           |
| Цементник Кант (III)                 | 0:7       | Дордой-Динамо (I)         |
| Алай (I)                             | +:-       | Баткен (III?)             |
| 13 мая 2008                          |           |                           |
| Норус Новопокровка (III)             | 1:0       | Абдыш-Ата-91 (I)          |
| Кара-Балта (II)                      | -:+       | Шер (I)                   |
| Намыс Кызыл-Туу (III)                | -:+       | Кант-77 (I)               |
| 14 мая 2008                          |           |                           |
| Кара-Шоро Узген (II)                 | 0:3       | Жаштык-Ак-Алтын (I)       |
| Нефтчи Кочкор-Ата (I)                | +:-       | Иссык-Куль (III?)         |
| Наше пиво Джалал-Абад (II)           | 4:1       | Базар-Коргон-Бабур (III?) |
| 15 мая 2008                          |           |                           |
| Мирзака Узген (III?)                 | 0:5       | Ак-Бура (II)              |
| 18 мая 2008                          |           |                           |
| ФК Каракол (III?)                    | 0:2       | Абдыш-Ата (I)             |
| ОДЮСШ Ош (III?)                      | +:-       | Достук Узген (III?)       |

## 1/8 финала
По неизвестным причинам в число участников включен клуб «Джеруй-Алтын» (Талас), вылетевший ранее на стадии 1/32 финала.
| Команда 1                | Результат | Команда 2                            |
| ------------------------ | --------- | ------------------------------------ |
| 20 мая 2008              |           |                                      |
| Норус Новопокровка (III) | 1:9       | Дордой-Динамо (I)                    |
| 21 мая 2008              |           |                                      |
| Жаштык-Ак-Алтын (I)      | 9:0       | Наше пиво Джалал-Абад (II)           |
| Абдыш-Ата (I)            | 7:0       | Счастливый день (II)                 |
| Наше пиво Кант (II)      | 1:4       | Шер (I)                              |
| Шахтёр Таш-Кумыр (II)    | 0:2       | Нефтчи Кочкор-Ата (I)                |
| ОДЮСШ Ош (III?)          | 2:1       | Ак-Бура (II)                         |
| Алай (I)                 | +:-       | Юношеская сборная Кыргызстана (III?) |
| 22 мая 2008              |           |                                      |
| Джеруй-Алтын (II)        | 1:7       | Кант-77 (I)                          |

## 1/4 финала
| Команда 1           | Итог | Команда 2             | 1-й матч | 2-й матч |
| ------------------- | ---- | --------------------- | -------- | -------- |
| Алай (I)            | 10:1 | ОДЮСШ Ош (III?)       | 5:0      | 5:1      |
| Жаштык-Ак-Алтын (I) | 5:1  | Нефтчи Кочкор-Ата (I) | 1:1      | 4:0      |
| Шер (I)             | 4:3  | Абдыш-Ата (I)         | 0:1      | 4:2      |
| Дордой-Динамо (I)   | 8:0  | Кант-77 (I)           | 3:0      | 5:0      |

| Алай                                                                    | 5:0 | ОДЮСШ |
| ----------------------------------------------------------------------- | --- | ----- |
| Шухрат Рахманов 23′, 28′ · Бобур Расулов 33′ · Айбашев 46′ · Ишанов 83′ |     |       |

| ОДЮСШ             | 1:5 | Алай                                                                          |
| ----------------- | --- | ----------------------------------------------------------------------------- |
| Немат Кошоков 27′ |     | Шухрат Рахманов 11′, 15′ · Мирлан Мирзалиев 42′ · Айбашев 56′ · Маматбаев 77′ |

| Нефтчи              | 1:1 | Жаштык-Ак-Алтын |
| ------------------- | --- | --------------- |
| Жавлон Хамдамов 21′ |     | Хакимов 19′     |

| Жаштык-Ак-Алтын                                                       | 4:0 | Нефтчи |
| --------------------------------------------------------------------- | --- | ------ |
| Евгений Болдыгин 37′ (пен.) · Хакимов 53′, 87′ · Жахангир Кадыров 64′ |     |        |

| Абдыш-Ата               | 1:0 | Шер |
| ----------------------- | --- | --- |
| Чолпон Эсенкул уулу 21′ |     |     |

| Шер                                                                 | 4:2 | Абдыш-Ата                  |
| ------------------------------------------------------------------- | --- | -------------------------- |
| Роман Корнилов 9′, 61′ · Радик Водопьянов 54′ · Айбек Орозалиев 67′ |     | Хуршит Лутфуллаев 31′, 35′ |

| Дордой-Динамо                                                   | 3:0 | Кант-77 |
| --------------------------------------------------------------- | --- | ------- |
| Мирлан Мурзаев 6′ · Игорь Кудренко 33′ (пен.) · Уильям Гьян 62′ |     |         |

| Кант-77 | 0:5 | Дордой-Динамо                                                                    |
| ------- | --- | -------------------------------------------------------------------------------- |
|         |     | Мирлан Мурзаев 1′, 90′ · Дэвид Тетте 8′ · Клод Мака Кум 58′ · Игорь Кудренко 78′ |

## 1/2 финала
| Команда 1       | Итог | Команда 2 | 1-й матч | 2-й матч |
| --------------- | ---- | --------- | -------- | -------- |
| Жаштык-Ак-Алтын | 5:2  | Алай      | 3:0      | 2:2      |
| Дордой-Динамо   | 8:0  | Шер       | 3:0      | 5:0      |

| Жаштык-Ак-Алтын                | 3:0 | Алай |
| ------------------------------ | --- | ---- |
| Жахангир Кадыров 45′, 62′, 70′ |     |      |

| Алай                                                | 2:2 | Жаштык-Ак-Алтын                           |
| --------------------------------------------------- | --- | ----------------------------------------- |
| Ёдгорбек Акбаров 45+3′ (пен.) · Шухрат Рахманов 53′ |     | Жахангир Кадыров 32′ (пен.) · Маманов 49′ |

| Шер | 0:3 | Дордой-Динамо                                |
| --- | --- | -------------------------------------------- |
|     |     | Дэвид Тетте 29′, 47′ · Руслан Умарашвили 85′ |

| Дордой-Динамо                                                                 | 5:0 | Шер |
| ----------------------------------------------------------------------------- | --- | --- |
| Дэвид Тетте 13′ · Айбек Бокоев 37′ · Элайджа Ари 88′ · Ильдар Амиров 89′, 90′ |     |     |

## Финал
| Дордой-Динамо                    | 2:2 (4:3 пен.) | Жаштык-Ак-Алтын                            |
| -------------------------------- | -------------- | ------------------------------------------ |
| Дэниел Таго 2′ · Дэвид Тетте 38′ |                | Саид Эргашев 57′ · Бакыт Баргыбай уулу 85′ |